# Ольховский сельский совет (Харьковская область)
Ольховский сельский совет — входит в состав Харьковского района Харьковской области Украины. Административный центр сельского совета находится в селе Ольховка.

## История
- 1923 — дата образования.

## Населённые пункты совета
- село Ольховка
- село Верхняя Роганка
- село Сороковка
- село Степанки